# مرچدس برینیونه
مرچدس برینیونه (ایتالیایی: Mercedes Brignone؛ ۱۸ مه ۱۸۸۵ – ۲۴ ژوئن ۱۹۶۷) یک هنرپیشه اهل ایتالیا بود.
از فیلم‌ها یا برنامه‌های تلویزیونی که وی در آن نقش داشته‌است می‌توان به هملت، شاهزاده سیندرلا، نرون و ترانه عشق اشاره کرد.